# Градозащитники Петербурга
Градозащитники Петербурга — неофициальное название, объединяющее ряд общественных организаций, движений и гражданских активистов Санкт-Петербурга, которые занимаются защитой сложившегося архитектурного облика города и его исторических построек, противодействуют незаконным сносам и строительству диссонирующих объектов в охранной зоне, занимаются продвижением градозащитных инициатив в законотворчестве.
Закон Петербурга № 820-7 запрещает снос любых построек, возведённых ранее 1917 года, однако де-факто ежегодно в городе сносят десятки подобных зданий, как ради государственных проектов, так и в интересах коммерческих застройщиков. В суде градозащитникам неоднократно удавалось доказать и оспорить результаты заказных историко-культурных экспертиз, по которым здания «омолаживались» ради вывода из-под охраны и сноса в интересах девелоперов. Помимо умышленно снесённых, сотни зданий-памятников ветшают и приходят в необратимо аварийное состояние без надлежащих консервации и реконструкции.
Благодаря усилиям местного градозащитного сообщества удалось добиться отмены строительства в историческом центре Петербурга небоскрёба компании «Газпром» «Охта-центр», противостоять застройке охранной зоны Пулковской обсерватории и многим случаям точечной застройки, сохранить от сноса и радикальной перестройки сотни зданий, приостановить реновацию Нарвской заставы. Из-за стремления сохранить историческую застройку города градозащитники Петербурга постоянно находились в остром конфликте с представителями строительной отрасли, которые обвиняли активистов в многомиллиардных убытках.
2022 год стал годом разгрома градозащитного движения: усилиями местных и федеральных властей из петербургского ВООПИиК убрали всех независимых активистов, был переформатирован Совет по культурному наследию при городском правительстве и распалась «группа Сокурова», многие градозащитники подверглись персональному преследованию. Параллельно в городе прошла волна сносов исторических зданий, не имевшая равных со времён «строительного бума» ранних 2000-х.

## Описание
В современной России ежегодно исчезает от 150 до 200 памятников архитектуры, особенно серьёзный урон терпят исторические центры городов, где ещё сохранилась старинная застройка. В Санкт-Петербурге в конце 1990-х и начале 2000-х ансамбли XVIII—XIX веков сносили целыми кварталами, а в 2010-х и 2020-х город ежегодно теряет несколько десятков исторических домов. Сотни зданий исторического центра города ветшают, десятилетиями простаивают без консервации и ремонта и приходят в необратимо аварийное состояние.
В попытке противостоять уничтожению архитектурного наследия города активные горожане стали объединяться и создали десятки добровольных некоммерческих организаций, проектов и движений, целью которых является сохранение исторической застройки Санкт-Петербурга. Градозащитники занимаются адресной охраной памятников культуры, ведут просветительскую деятельность, стараются повлиять на законодательство в сфере строительства и охраны памятников. В разные годы в Петербурге работали такие градозащитные организации, как «Группа Сокурова», ВООПИиК, группа Экологии рядовой архитектуры («ЭРА»), «Группа спасения памятников истории и культуры Ленинграда», Коалиция Петербургского Действия «Градозащита», и многие другие.
На 2023 год действуют «Живой город», «Хранители наследия», «Общество защиты памятников „Старый Петербург“», «Центральный район за комфортную среду обитания», движение по защите Охтинского мыса, группа «От Стрелки до Гавани» и др.

## История

### Регламент застройки Петербурга
Петербург был основан как «образцовый» город, принципы регулярности, симметрии и гармоничного единства архитектурного облика были ведущими при его проектировании. Регламентировалась высота возводимых строений, были установлены максимальные параметры для ширины арок, число окон на фасаде должно было обязательно быть нечётным, контролю подлежала также колористика — фасады домов разрешалось красить лишь в строго определённые цвета. Если эти требования нарушались, против владельца здания подавался судебный иск с требованием привести фасад в надлежащий вид. В 1832, 1842 и 1857 годах были опубликованы Строительные уставы, строго устанавливающие порядок и правила возведения зданий.
Однако уже в конце XVIII и начале XIX веков отдельные градостроительные решения вызывали значительное возмущение современников. Например, Панаевский театр, построенный на Адмиралтейской набережной к 1887-му году, диссонировал с общей застройкой и разрушал архитектурную гармонию панорамы, его высота в шесть этажей и кричащее оформление в псевдорусском стиле резко выделялись на фоне строгих классических фасадов остальной застройки. Была застроена Коллежская площадь, а ансамбль Театральной площади радикально изменился буквально за пять лет: уже к 1896-му были радикально перестроены особняк Мордвиновых, Большой театр Тома де Томона, Мариинский театр. В новом виде здания, по мнению горожан, эстетически значительно уступали оригиналам.
Промышленная революция и строительный «бум» на рубеже XIX и XX веков положили начало первой масштабной волне градостроительных скандалов. Одним из событий, которые называются в качестве основных для градозащитного движения Петербурга, стал выход в 1902-м году в Дягилевском журнале «Мир искусства» статьи Александра Бенуа под названием «Живописный Петербург». В этой статье автор восхищался красотой города, подчёркивал необходимость поддерживать и сохранять его гармоничный и уникальный облик, а также привлекал внимание читателей к вопиющим случаям его разрушения. Вскоре, уже в 1903-м, была основана первая градозащитная организация — Общество архитекторов-художников, а в 1907-м Бенуа возглавил созданную при обществе в 1907 году Комиссию по изучению и описанию Старого Петербурга.
Одним из таких градостроительных скандалов начала XX века стало строительство дома Зингера, так как компания-заказчик «Зингер» изначально планировала возвести «восьмиэтажный небоскрёб», однако согласовать проект не удалось из-за действовавшего в городе ограничения по высотности зданий в 11 саженей (23,47 метра, по высоте Зимнего дворца). В конечном итоге, архитектору Павлу Сюзору пришлось снизить дом до шести этажей и радикально изменить проект.

### Перестройка

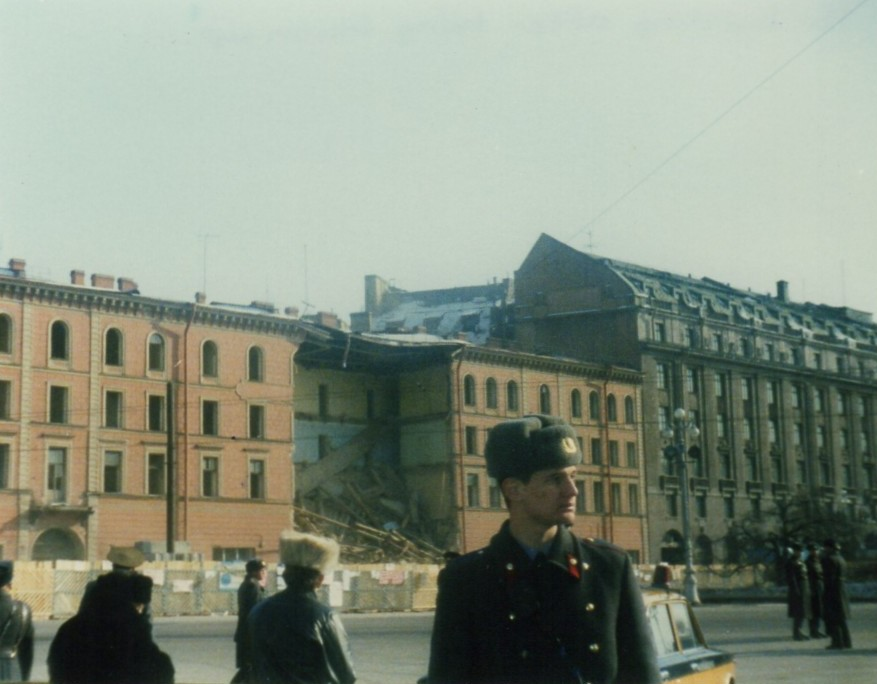
Снос гостиницы «Англетер»

В 1970—1980-х набирало силу краеведческое движение Петербурга. В лектории местного ВООПИиК проходили встречи и семинары, которые значительно подстегнули интерес к краеведению среди горожан.
Снос исторических зданий в центре города происходил во времена СССР, однако в 80-е годы эта проблема стала сильнее привлекать внимание горожан как из-за нарастающей интенсивности, так и благодаря некоторой либерализации политического режима в Перестройку, когда открыто выступать с гражданской позицией стало менее опасно.
Первой общественной градозащитной организацией Петербурга стала образовавшаяся в 1986 году «Группа спасения памятников истории и культуры Ленинграда», возглавил которую Алексей Ковалёв. 19 октября 1986-го активисты группы провели первое массовое мероприятие — Лицейский праздник на Владимирской площади, целью которого было привлечь внимание общественности и не дать снести дом Дельвига. Осенью 1986 и зимой 1987 годов группа провела целую кампанию в защиту нескольких домов, связанных с Фёдором Достоевским — здания на Владимирском проспекте, 11, Загородном, 20, улице Гоголя, 23, каждое из которых являлось памятником архитектуры, городские власти планировали снести ради строительства метро. «Группа сопротивления» писала в газеты и журналы, обращалась на телевидение, провела выставку «митьков» напротив дома по Владимирскому проспекту, 11, заказала контрэкспертизу последнего, а также провела для сотен горожан экскурсию по адресам Достоевского. Владелец небольшой театральной студии Николай Беляк был одним из ведущих членов «Группы сопротивления», во многом благодаря ему основным средством выражения интересов градозащитников стали художественные акции: постановка «Хармство» во дворе его дома на Маяковской, музыкально-поэтические чтения в защиту Муринской церкви св. Екатерины, праздник поэзии весной 1987-го в защиту Фонтанного дома, постановка «Пира во время чумы» в Воскресенской церкви на Смоленке. Активными членами «Группы спасения» были Сергей Лебедев, Михаил Талалай, Георгий Пионтек.
«Детонатором» взрывного роста градозащитной активности петербуржцев стало решение властей снести и перестроить гостиницу «Англетер», построенную в начале XIX века. С 16 по 18 марта 1987-го «Группа спасения» проводила у здания протестный пикет, который поддержали многие известные деятели культуры. Активисты окружили забор вокруг здания живой цепью, не допуская строительную технику для сноса здания, на Исаакиевской площади собралось около 22 тысяч человек протестующих. Ленгорисполком отреагировал, 18 марта пригласив в качестве представителей от градозащитников Алексея Ковалёва, Татьяну Лиханову и Ивана Паукова в Мариинский дворец для переговоров. На встрече занимавшая тогда пост заместителя председателя Ленгорисполкома Валентина Матвиенко пообещала, что здание не тронут, однако буквально на следующий день милиция и внутренние войска разогнали активистов и здание было снесено. В ответ градозащитники организовали постоянно действующий «Пост общественной информации» прямо напротив стройплощадки, на котором в открытом доступе разместили документы о том, прочему снос «Англетера» был незаконным, а также собрали свыше 20 тысяч подписей против разрушения здания. Через месяц состоялся митинг «Месяц памяти „Англетера“», собравший около двух тысяч участников. Хотя уже 31 мая 1987 года «Пост общественной информации» был разрушен силовиками, волна градозащитного движения продолжала набирать силу и в том же году в городе начали регистрироваться десятки градозащитных организаций, появился тематический самиздат. Общественный резонанс был так высок, что в конечном итоге Ленгорисполком пересмотрел решения о сносе исторических зданий, а в 1988 году утвердил охранные зоны в центральной части города. Масштабное общественное движение в защиту города стало одним из факторов, который способствовал решению ЮНЕСКО присвоить историческому центру Петербурга статус объекта Всемирного наследия.

### 1990—2005

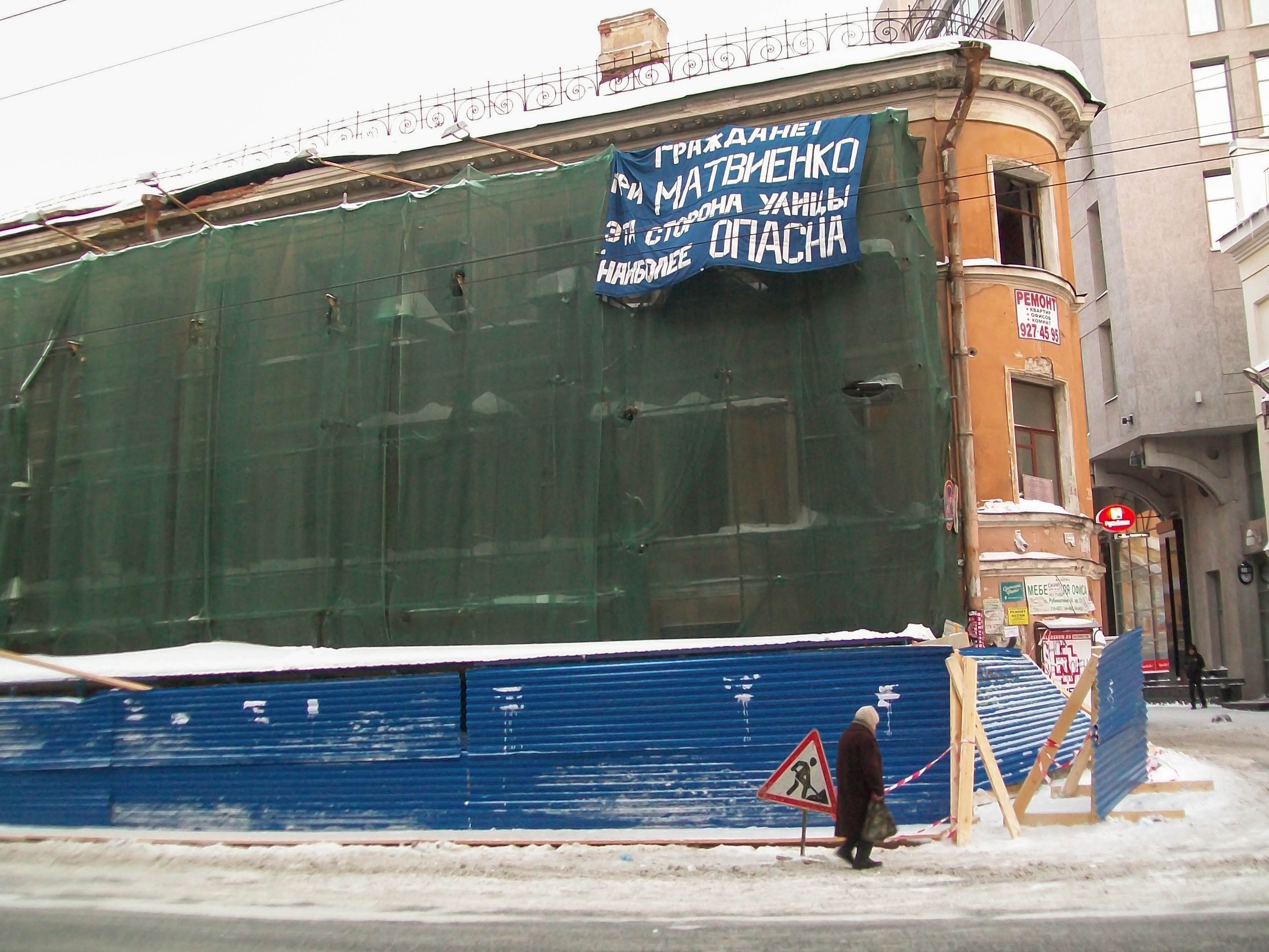
Дом Рогова перед сносом, на лесах закреплён плакат, 2010

В конце 1980-х петербургские градозащитники пытались сохранить исторические здания в Рыбацком и Коломягах, которые тогда активно застраивались. В первые пять лет после появления «Группы спасения» градозащитники спасли от сноса более 150 зданий. Они вели кампании в защиту дореволюционных домов на Карповке и Большой Разночинной улице (дома № 14 и № 16 в итоге всё же были снесены), им удалось отстоять выразительные здания на Владимирской площади, 19, и Владимирском проспекте, 11. После распада СССР экономика Петербурга вошла в рецессию, новое строительство в городе практически не велось, поэтому необходимость в активном градозащитном движении значительно снизилась.

### 2005—2014
С начала нулевых инвестиционный климат в городе стал постепенно меняться, экономика начала расти. Новый губернатор Валентина Матвиенко стала активно работать над привлечением крупного бизнеса в город и приветствовала активную застройку. По данным за 2005 год, на тот момент в срочной реставрации нуждались 90 % из 7000 тысяч зданий-памятников архитектуры исторического центра Петербурга. При этом с 1991 по 2007 год в Санкт-Петербурге было уничтожено больше зданий, чем при бомбардировках во Битвы за Ленинград. Только с 2003 по 2008 в центре города снесли около 80 исторических построек. Были уничтожены казармы Преображенского полка (одного из старейших в России) и сапёрного батальона (Кирочная улица), 5 домов на Невском проспекте, корпус XVIII века и интерьеры дома Чичерина, несколько домов на ул. Восстания и Литейном проспекте, дом на Вознесенском проспекте, ряд зданий на Петроградской стороне и т. д. Некоторые из снесённых домов имели официальный статус памятников архитектуры. Зимой 2008 года было полностью разрушено здание Пробирной палаты и Пробирного училища с флигелями и оградой (кон. XVIII — нач. XIX вв.).
В 2008 году вступили в силу изменения в законодательстве, которые сняли запрет на приватизацию памятников федерального значения. Тогда были уничтожены целые кварталы исторической застройки. Самыми вопиющими примерами градостроительных ошибок называют ЖК «Монблан» и «Финансист», два корпуса новой биржи, которые грубо нарушают высотный регламент, резко выделяются среди фоновой застройки и разрушают гармонию панорамы. Другим ярким примером стало здание «Регент-холл», своим диссонирующим и кричащим видом разрушившее облик Владимирской площади. Усугубляла ситуацию коррупция: с помощью взяток девелоперы получали все необходимые разрешения и могли строить практически любые здания, минуя существующие ограничения.
Темпы сноса исторической застройки и искажение сложившихся архитектурных ансамблей города достигли такого масштаба, что ЮНЕСКО выразила свою крайнюю озабоченность и вынесла на повестку своей 34-й сессии вопрос о переводе объекта «Исторический центр Санкт-Петербурга» в список объектов, находящихся под угрозой.

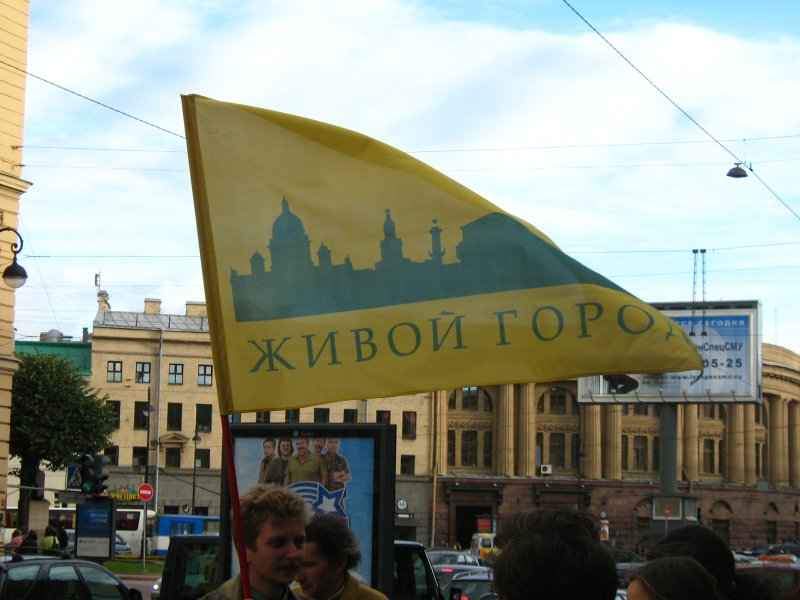
Молодой человек, стоящий с флагом «Живой город» — одной из градозащитных организаций

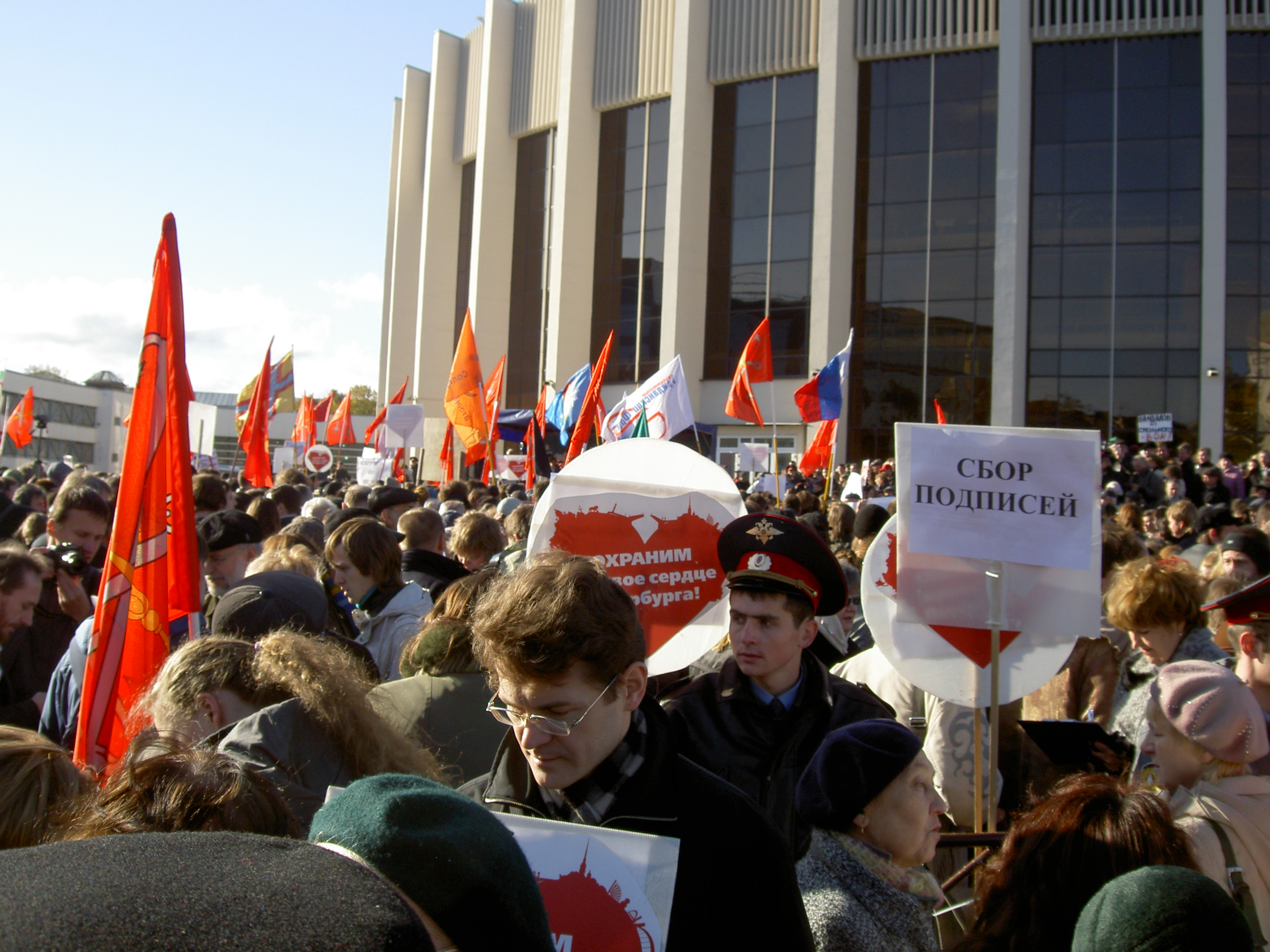
Митинг против постройки «Охта-центра» 10 октября 2009 года

Ответом на новый кризис стало появление молодых градозащитных движений. Например, активисты, выступавшие против сноса доходных домов на углу Невского проспекта и улицы Восстания объединились и основали движение «Живой город». Наиболее резонансным событием, вызвавшим объединение и активные выступления градозащитных организаций, стал общественный протест против строительства «Охта-центра» — полукилометрового небоскрёба, который по изначальному проекту должен был расположиться практически в центре города, на Охтинском мысу. Первым крупным выступлением градозащитных организаций был «Марш в защиту Петербурга», состоявшийся 8 сентября 2007 года, где «Охта-центр» стал основной темой повестки. На марше присутствовали Александр Сокуров, Юрий Шевчук, Сергей Юрский, а также многие оппозиционные политики. Градозащитное движение города развернуло кампанию такого масштаба, что проблема «Охта-центра» и в целом сохранения исторического наследия Петербурга вышла на федеральный уровень.
Градозащитники Петербурга сосредоточили свои усилия на двух направлениях: точечной, адресной защите конкретных домов, которым угрожал снос, а также работе по созданию охранительной законодательной базы. Во многом благодаря их усилиям 24 декабря 2008 года Заксобрание Петербурга приняло закон № 820-7 «О границах объединенных зон охраны объектов культурного наследия, расположенных на территории Санкт-Петербурга..», регламентирующий правила строительства в центре города. Хотя многие отмечали ряд несовершенств этого закона, сам факт его появления значительно улучшил ситуацию в сфере сохранения исторического наследия: с этого момента были чётко обозначены границы охранных зон и установлен режим использования земель в этих зонах с перечнем и порядком допустимых работ.
В 2009 году ВООПИиК получил лицензию на проведение историко-культурных экспертиз. Благодаря этому стало возможно оспаривать в суде решения о признании зданий ветхими, аварийными, или не имеющими художественно-исторической ценности. Первыми за экспертизой в ВООПИиК обратился Митрофаньевский союз — группа активистов, выступавших за сохранение Митрофаньевского кладбища. В 2009-м году частный девелопер планировал создать на его месте деловую и жилую застройку, которая должна была занять 90 % территории кладбища. В ходе годовой экспертизы был сформирован четырёхтомный документ, в том числе выявлены и поимённо идентифицированы места захоронения 90 тыс. человек. Благодаря экспертизе центральная часть кладбища была взята под охрану как объект культурно-исторического наследия, прилегающие территории вошли в охранную зону, проект застройки был отменён.
В 2010-м году на церемонии вручения премии «Небесная линия» режиссёр Александр Сокуров обратился к мэру города Валентине Матвиенко со словами, что градозащитникам и чиновникам надо «выходить из окопов» и прекращать борьбу между собой, вместо этого искать возможности для взаимодействия. Ради спасения архитектуры города Сокуров пытался стать связующим звеном между бескомпромиссными градозащитниками и городской бюрократией. Матвиенко выразила согласие и пригласила Сокурова с коллегами на встречу в Смольный, где Сокуров с коллегами показали ей карту города с более чем ста десятью «горячими точками» — адресами, где велись незаконные работы, из них снос десяти домов требовалось немедленно остановить (среди них — дом Рогова на Загородном проспекте и дом Юргенса на улице Жуковского). По результатам встречи было решено создать рабочую группу по сохранению облика Петербурга, которая помогла бы наладить диалог между чиновниками и активистами, члены которой могли бы вносить предложения по законодательным инициативам, правовой базе, анализировать возникающие проблемы и консультировать профильные ведомства. Так сформировалась «Группа Сокурова» — в неё вошли экс-депутат заксобрания города Максим Резник, экс-замглавы ВООПИиК Александр Кононов, руководитель центра экспертиз ЭКОМ Александр Карпов и координатор градозащитного движения «Живой город» Юлия Минутина-Лобанова.
Несмотря на заявленный властями курс на сохранение исторического наследия, памятники архитектуры в городе продолжали исчезать. КГИОП — профильная организация, которая должна заниматься защитой сохранения исторического наследия Петербурга — в подавляющем числе случаев поддерживал и лоббировал интересы бизнеса и девелоперов, а не исторического наследия города, снимая здания с охраны и выступая на стороне застройщиков во время судебных разбирательств; комитет лишь в единичных случаях рассматривал заявки на внесение домов в охранные списки, игнорируя сотни обращений. Уже в ноябре 2011 года Коалиция Петербургского Действия «Градозащита» выступила с докладом «Разрушители Петербурга», в котором подробно расследовала лоббистскую деятельность ключевых фигур КГИОП в лоббировании интересов бизнеса и коммерческих застройщиков. В докладе объяснялось, что работающие в охране памятников ещё с 1994—1995 годов начальник управления зон охраны объектов культурного наследия Алексей Комлев и начальник управления государственного учёта объектов культурного наследия и правового обеспечения Алексей Разумов пользовались служебным положением и связями для личного обогащения — они лишали исторические здания охранного статуса, санкционировали сносы в охранных зонах ради строительства бизнес-центров, через ближайших родственников создавали реставрационные мастерские и архитектурные студии, которым отдавали госзаказы на работы.
Только за 2012 год в городе снесли фабричные корпуса на 12-й Красноармейской улице 26А и 26Б, Казармы лейб-гвардии императорской конной артиллерии на улице Короленко, 5, флигели домов-памятников на Английской набережной, 62-64, Чесменской богадельни на улице Гастелло, 16, начался демонтаж дома Шагина-Зыкова на набережной реки Фонтанки, 145Б. Значительное количество памятников архитектуры, находящихся в ведении государства, продолжали ветшать и разрушаться без консервации и ремонта. Неоднократно градозащитники уличали КГИОП в том, что комитет согласовывал некачественную реставрацию и «закрывал глаза» на нарушение исторического облика зданий: в городе зафиксированы десятки случаев, когда фасадные скульптуры и лепнины просто закрашивали масляной краской, витражи меняли на стеклопакеты, сбивали лепнину и заменяли парадные двери.
2013 год был отмечен крупнейшей победой градозащитников — Куйбышевский райсуд вернул археологическим памятникам Охтинского мыса охранный статус, запретил строительство небоскрёба, а ФАС установила, что власти города незаконно предоставили «Газпрому» спорный участок. В феврале 2014-го апелляционный арбитражный суд признал незаконной приватизацию земель Охтинского мыса. Градозащитники продолжили борьбу, требуя вернуть в казну 2,5 млрд рублей, которые «Газпром» получил из бюджета на строительство «Охта-центра». К тому же 2013-му году усилиями градозащитников удалось спасти от сноса особняк Юргенса на улице Жуковского, 19, дом Абазы на Фонтанке, 23, семь зданий на Большой Подъяческой улице, дом на Таврической, 45, пакгаузы Варшавского вокзала, расширить список подлежащих охране объектов на бывшем «Вагонмаше», а также не допустить строительства тц над метро «Горьковская» и стеклянного купола на Никольским рынком.

### 2014—2022

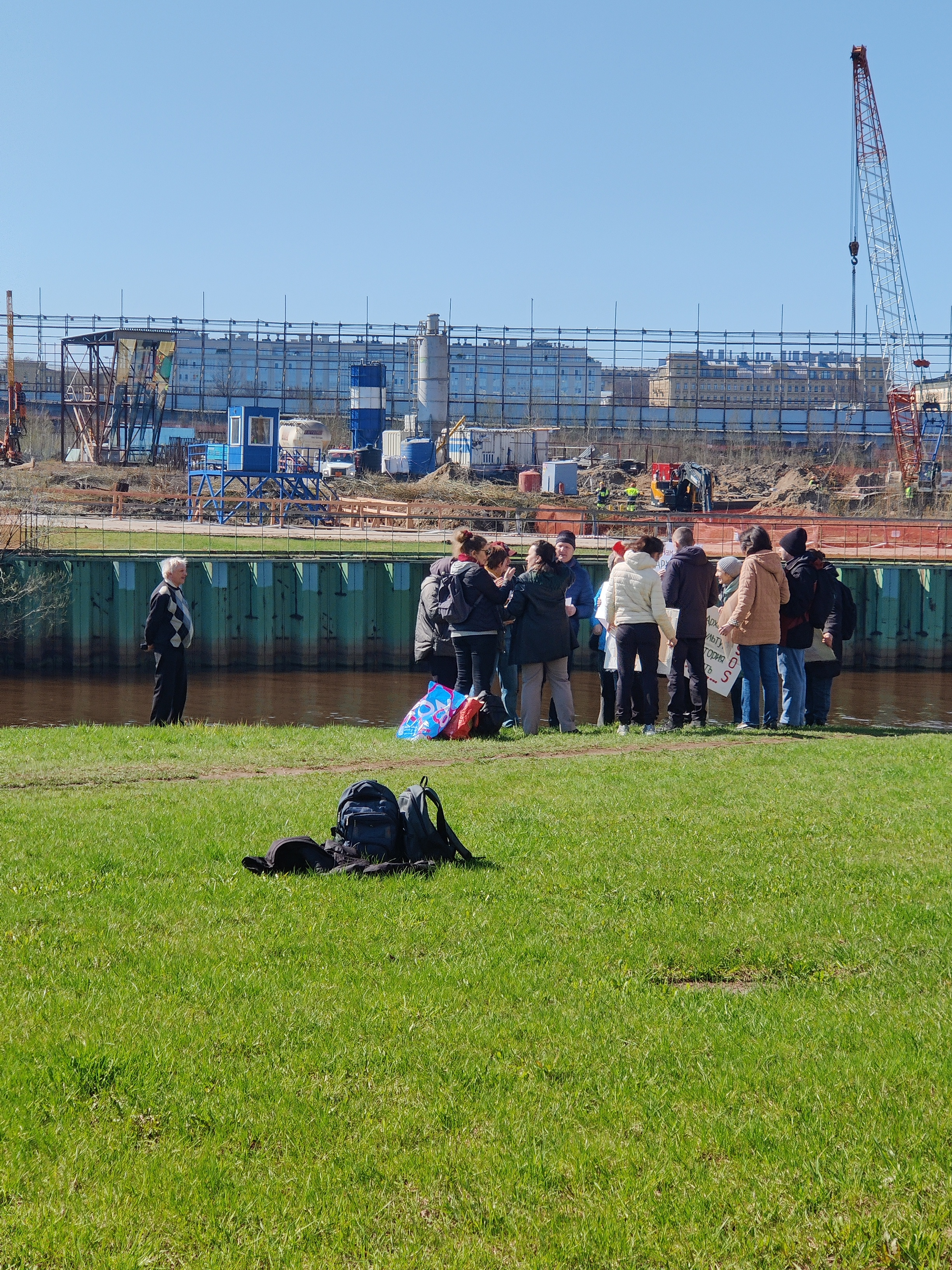
Протест на Охтинском мысе в апреле 2024 года

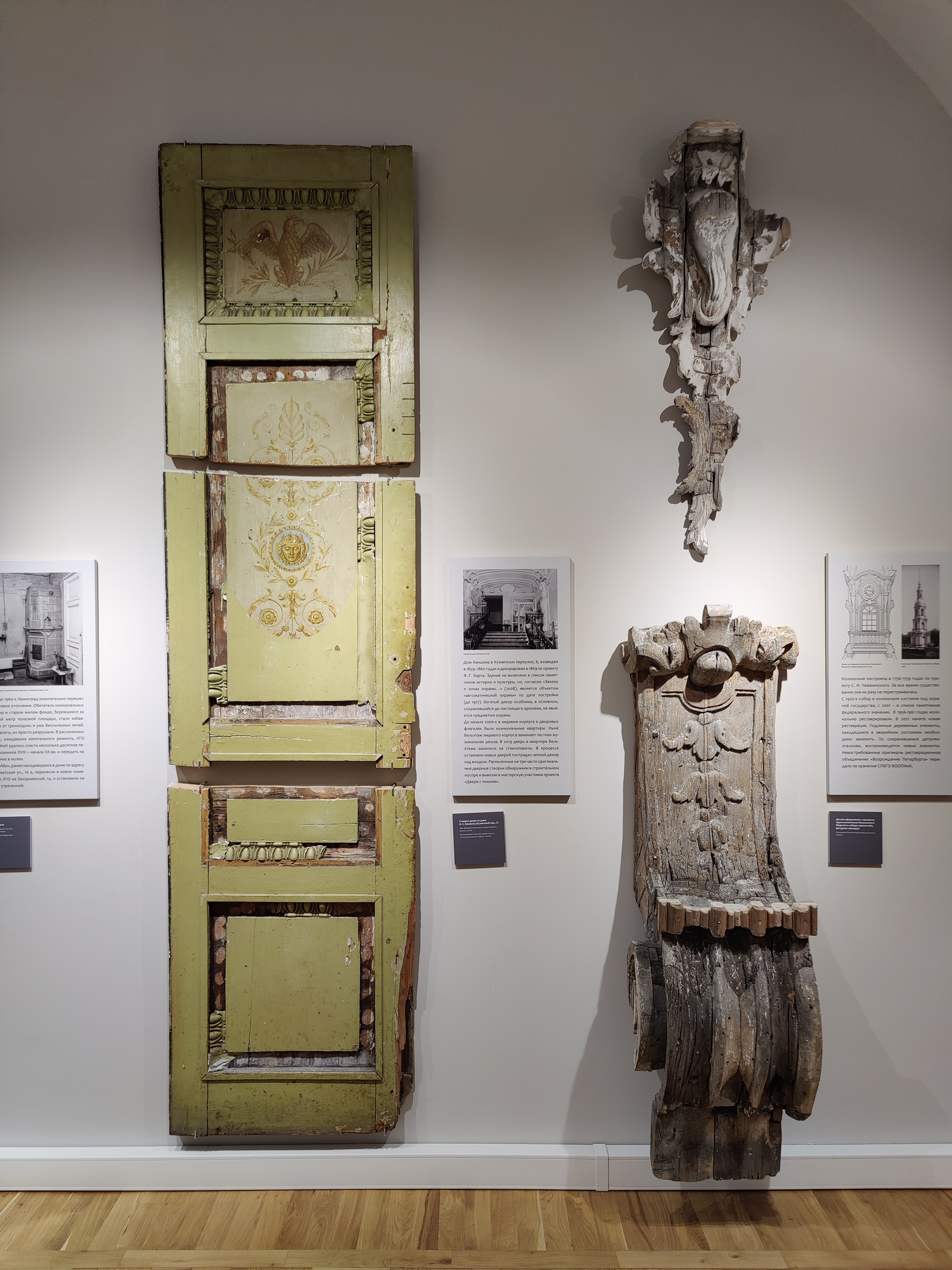
Дверь, найденная на помойке и отреставрированная активистами движения «Двери с помоек», в коллекции выставки Центра Пиотровского

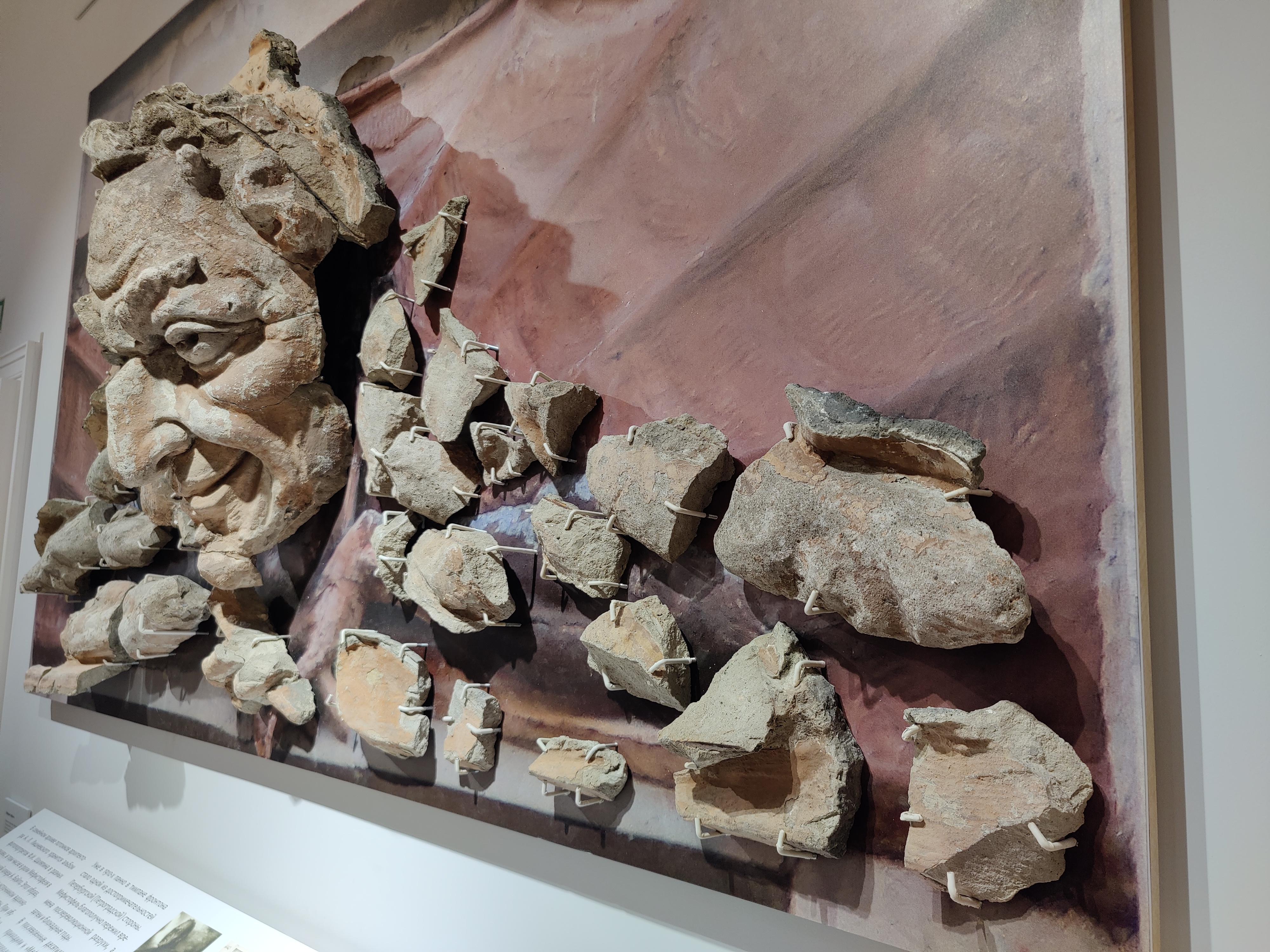
Собранные фрагменты Мефистофеля с дома Лишневского

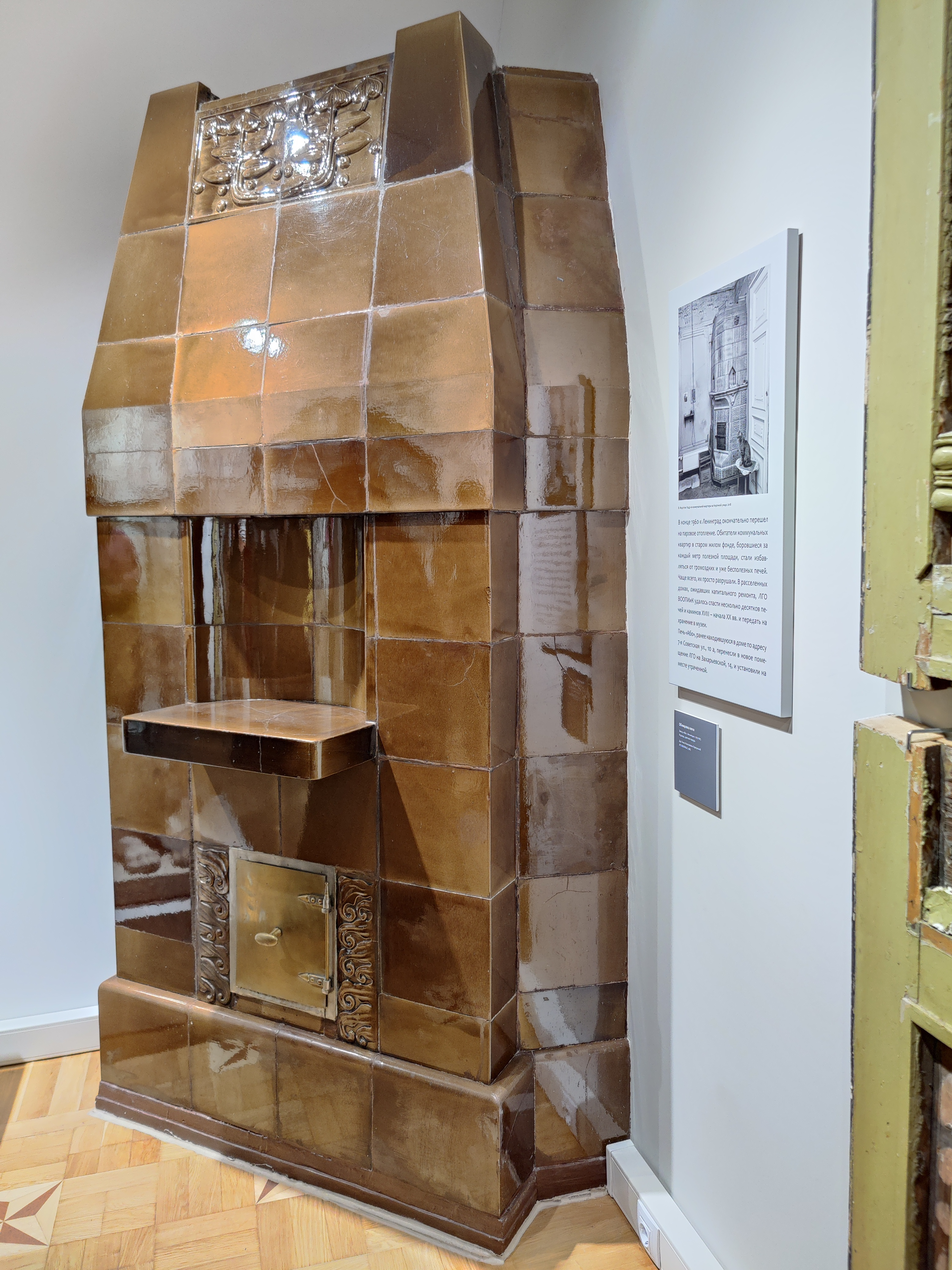
Печь, разобранная по запросу жильцов жилого дома активистами и собранная в экспозиции музея

После отмены строительства «Охта-центра» КГИОП добровольно покинула его председатель Вера Дементьева, в своё время дававшая многочисленные разрешения на снос исторических зданий. Растущая роль Интернета в повседневной жизни повлияла и на градозащиту: в борьбе за сохранение исторических памятников стала играть важную роль активная критика в медиа, ряд местных СМИ начал активно сотрудничать с градозащитными организациями.
К началу 2014 года градозащитное движение стало достаточно влиятельным, его активисты уже обладали компетенциями, чтобы вести судебные разбирательства, работу с архивами, заказывать экспертизы и влиять на законотворчество в вопросе градостроительства. В январе 2014-го градозащитники отстояли право в суде получать от КГИОП копии историко-культурных экспертиз зданий. С ростом влияния градозащитного движения увеличивалось также число его противников, оппонентов и недоброжелателей: например, строительные компании и крупный бизнес жаловались властям города, что излишняя активность градозащитников ухудшает инвестиционный климат в Петербурге, поскольку сталкивались с трудностями «при любой попытке строительства». После того, как 9 мая 2014 года в силу вступил созданный по инициативе градозащитников закон, определяющий диссонирующие объекты в центре Петербурга, 77 зданий современной и советской постройки надлежало «нейтрализовать», либо вводить санкции против их владельцев. Союз архитекторов Петербурга, члены которого были авторами многих из этих построек, назвал градозащитников «врагами городской архитектуры». Тем временем председатель КГИОП Сергей Макаров открыло поддерживал реконструкцию Конюшенного ведомства под апартаменты, снос особняка Мордвиновых, бездействие его комитета во время доведения до необратимой аварийности дома Зыкова.
В 2015 году заместитель председателя КГИОП Игорь Гришин был задержан Следственным комитетом при получении многомиллионной взятки — он требовал «откат» в 13 % от реставрационной компании «Меандр», взамен обещая обеспечить ей получение госконтракта на 46 млн рублей. При обысках у Гришина были обнаружены многомиллионные банковские счета, элитная недвижимость и подлинники ценных картин. Гособвинение запросило для него 13 лет ограничения свободны, штраф в 130 млн рублей и запрет на работу на госслужбе в течение трёх лет после освобождения. По результатам разбирательства, суд приговорил Гришина к пяти с половиной годам заключения, а сумма штрафа составила 1 млн рублей.
1-2 марта 2014 в Москве состоялся Всероссийский съезд градозащитников, который объединил 130 активистов из 30 регионов России. В июне 2014-го Заксобрание Петербурга приняло поправки к закону «Об административных правонарушениях в Санкт-Петербурге», устанавливающий наказания за нарушения архитектурно-художественного регламента города. В ноябре 2014-го был запущен портал «Хранители наследия», одной из целей которого было помочь координировать действия отдельных активистов и волонтёров. Одним из крупнейших градозащитных скандалов 2015 года стало уничтожение барельефа с изображением Мефистофеля, украшавшего собственный доходный дом архитектора Александра Лишневского: по разным оценкам, к стенам дома Лишневского выразить своё возмущение пришло почти пять сотен горожан. В дальнейшем им удалось добиться восстановления скульптуры, после чего оригинал вошёл в экспозицию «История движения в защиту Петербурга» в Центре культурного наследия петербургского отделения ВООПИиК, а на фасаде дома на Лахтинской улице разместили точную копию.
В 2016 году «группа Сокурова» вновь поднимала вопрос о том, чтобы законодательно определить понятия сноса и демонтажа зданий как вида строительной деятельности, а глава «Архнадзора» Константин Михайлов озвучивал срочную необходимость оформить в отдельную статью закона охрану памятников культурного наследия.
18 августа 2017 года состоялась очередная встреча группы Сокурова с вице-губернатором Игорем Албиным и представителями профильных ведомств — на ней присутствовали председатель Комитета по градостроительству и архитектуре Владимир Григорьев, начальник Службы государственного строительного надзора и экспертизы Санкт-Петербурга Леонид Кулаков, глава КГИОП Сергей Макаров. Градозащитники озвучили 10 наиболее проблемных адресов, по которым требовались немедленные действия: загородный дом Л. А. Змигродского в Сестрорецке, дом Басевича, дом Лялевича и др.. Уже 28 августа 2017 года был снесён дом Российско-баварского пивоваренного общества «Бавария» на Ремесленной, 3, который десятью днями ранее на встрече с группой Сокурова вице-губернатор Игорь Албин обещал сохранить. В ноябре 2017-го Сокуров отправил губернатору открытое письмо, в котором выразил своё возмущение градостроительной политикой Смольного и постоянным нарушением законодательства об охране памятников. Группа Сокурова заявила о кризисе доверия и невозможности вести дальнейший диалог с властями. В том же 2017-м Игорь Гришин, осуждённый за получение многомиллионной взятки в 2015 году, добился смягчения приговора, в числе прочих послаблений суд отменил запрет занимать государственные должности в течение трёх лет после освобождения.
Дореволюционные здания в городе сносили не только ради нового коммерческого строительства, но и для реализации государственных проектов. Например, череда градостроительных скандалов сопровождала весь этап подготовки города к приёму Чемпионата мира по футболу 2018 года. Тогда ради строительства моста Бетанкура были снесены несколько краснокирпичных домов начала XX века на Ремесленной улице, при этом были сохранены дома под номерами 3 и 5, оказавшиеся на расстоянии 65 см от трассы моста.
В конце августа 2018 года группа Сокурова смогла остановить снос флигеля дома Долгоруковых на улице Репина. Ещё одна из побед градозащиты в том году — сохранение целого квартал на Тележной улице, снос которого власти согласовали в 2017-м. Местное отделение ВООПиИК, активисты и депутат Борис Вишневский добились проведения независимой экспертизы. По её результатам было установлено, что дома подлежат восстановлению, обнаружились только локальные аварийные участки. После этого мэрия расторгла контракт на снос.
К 2020-му году в градозащитной среде Петербурга стали формироваться новые, созидательные и прикладные проекты. Например, сотрудник издания «Карповка» создал группу «Гэнгъ», которая идентифицирует и расчищает закрашенный в советское время дореволюционный декор подъездов — камины, метлахскую плитку, витражи и роспись стен. Участники проекта «Двери с помоек» занимаются реставрацией и сохранением оригинальных входных дверей. Кроме них в городе работают движения «Деревья Петербурга», «Вывески Ленинграда», «Культурный патруль», «Голоса из окон», «Красивый Петербург» и другие.
В 2020-м году, несмотря на активное сопротивление горожан, снесли ВНИИБ, выразительное здание в стиле «сталинского ампира» на 2-м Муринском проспекте, 49,, дореволюционную краснокирпичную дымовую трубу на Карповке, 27. В 2021-м разрушили исторический вокзал в Токсово, а на его месте возвели каркасно-щитовую постройку. В августе 2021-го был обнаружен и опубликован аналитический доклад группы «Фокус», подготовленный для городской администрации, в котором утверждалось, что «по вине оппозиции», под которой понималось градозащитное движение, только с 2018 по 2020 год Петербург суммарно потерял около 1 млрд рублей из-за отмены строительных проектов. В докладе было озвучено и предложение, как снизить эти потери — исключить понятие «историческое здание» и снять все ограничения по их реконструкции.

#### Разгром петербургского ВООПИиК и преследование активистов

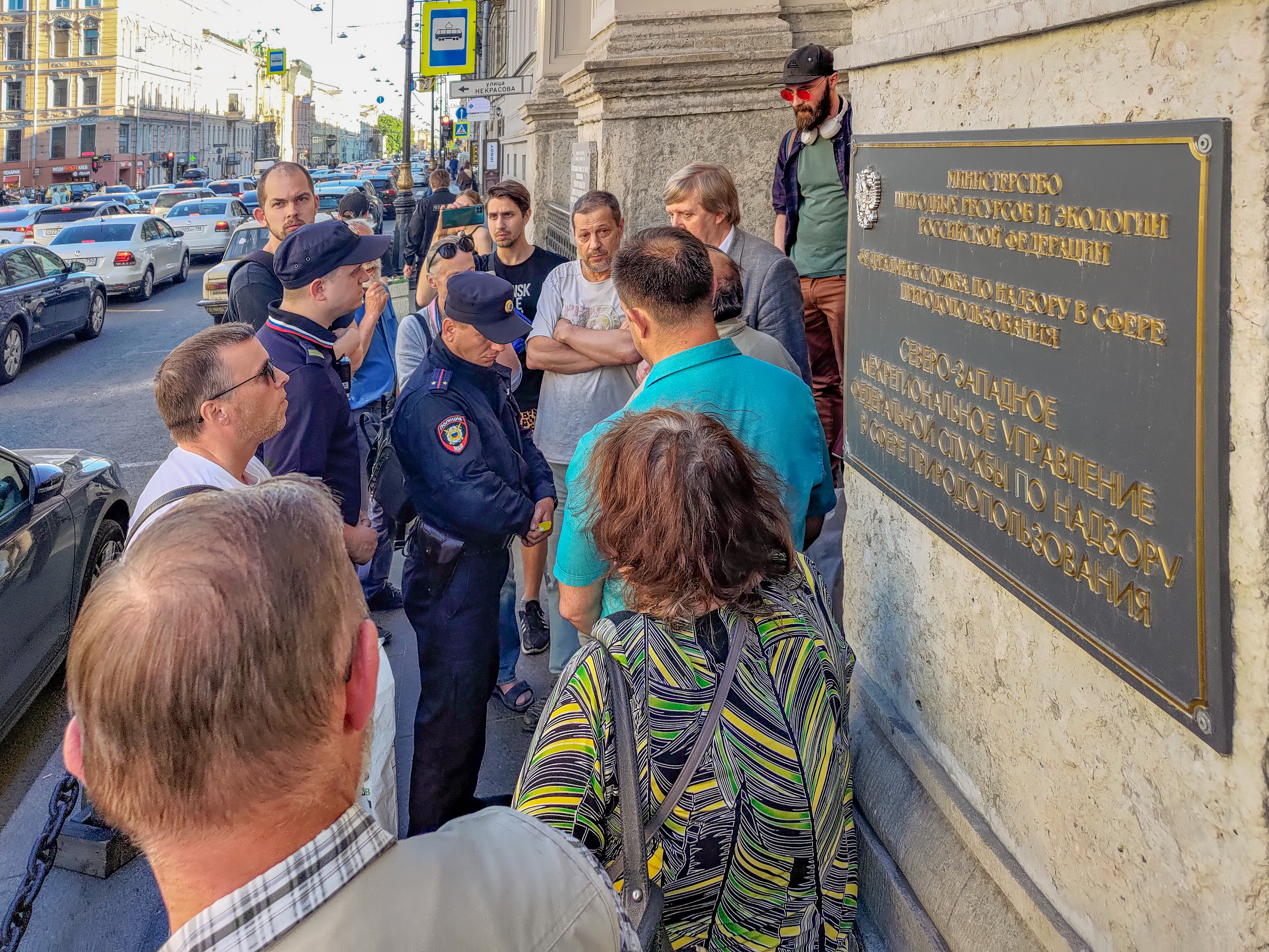
Александр Кононов и члены ВООПИиК общаются с сотрудниками полиции во время заседания Петроградского отделения организации

Период губернаторства Александра Беглова стал временем окончания диалога между горожанами и чиновниками. Активисты-градозащитники, как и в ранних 2000-х, стали рассматриваться властью как опасные возмутители спокойствия, требующие жёсткого отношения, а не как голос гражданского общества, выражающий его запросы. На 2022 год в Петербурге перед горожанами стояли сразу несколько острых проблем — закон о КРТ, в рамках которого могут снести до двухсот зданий Нарвской заставы, мусорная реформа, всё новые проекты намывов новых территорий, застройка парков и многое другое.
2022 год в Петербурге был отмечен крайне высоким числом сносов и градостроительных скандалов — оказались разрушены не менее 17 дореволюционных зданий, среди них — деревянный дом купца Масалева в Песочном, Винный городок на Уральской улице, Торговые бани Екимовой на Малом проспекте Петроградской стороны, 4, а также крайне выразительный Научно-исследовательский морской институт связи и телемеханики на территории «Ленэкспо» по адресу Наличная ул., 6, Манеж лейб-гвардии Финляндского полка, особняк Салтыковой, шла подготовка к сносу дома Лапина на Рижском проспекте и дома Шагина (Зыкова), который удалось сохранить в 2012-м году. Весной этого года в КГИОП шла работа над новой редакцией закона № 820-7 об охранных зонах, по которому должен был исчезнуть безусловный запрет на снос любых дореволюционных зданий. В новой редакции закон должен будет охранять не все постройки до 1917 года, как гласит текущая норма, а только «ценную средовую застройку», причём эту ценность определять будет сам КГИОП. К июню 2022-го федеральное правительство подготовило проект постановления, по которому государственная историко-культурная экспертиза перед началом строительства перестаёт быть обязательной и решение о её проведении смогут принимать застройщики. Активное противодействие активистов новым законам стало «спусковым крючком», после которого силами местных и федеральных властей градозащитное движение Петербурга было практически уничтожено. На экскурсиях, посвящённых проблеме принятия закона об охранных зонах, стали появляться сотрудники центра «Э» МВД. Начало 2022 года было отмечено скандальной сменой руководства петербургского отделения ВООПИиК: в феврале 2022 года возглавлявший более 10 лет председатель петербургского ВООПИиК Александр Марголис попытался уволить своего заместителя Антона Иванова, которого уличили в грубых нарушениях и финансовых махинациях. Осенью 2021 года Иванов без объяснения причин отозвал документы о приёме в организацию новых членов, которые петербургское отделение направило в Москву, не пришёл на встречу по годовому финансовому отчёту, перестал отвечать на звонки и ходить на заседания, за что на внеочередной конференции был уволен большинством голосов. Иванов, однако, решения не признал, пользуясь поддержкой центрального отделения ВООПИиК, он в конечном итоге не только не лишился должности, но и занял место Марголиса. 28 июня 2022 года решением центральный президиум ВООПИиК исключил из петербургского отделения лидеров местного градозащитного движения — Бориса Вишневского, члена президиума Анну Капитонову, Алексея Ковалёва и Александра Кононова, а на следующий день, 29 июня, была проведена внеочередная конференция ВООПИиК, на которой новым главой петербургского ВООПИиК был вместо Марголиса назначен Антон Иванов. Эти выборы проходили с многочисленными нарушениями: списки членов районных отделений у местных глав не совпадали со списками центрального совета, нескольких членов ВООПиК охрана просто не пропустила на мероприятие, а среди проголосовавших указаны 150 человек, ранее не известных никому в петербургском отделении. Помимо Иванова, новыми членами стали крупные чиновники и бюрократы, из прежнего состава остались только несколько человек — искусствовед Маргарита Штиглиц и историк архитектуры Михаил Мильчик, который, по собственному заявлению, не выдвигал свою кандидатуру и считает выборы нелегитимными. Делегаты от пяти из семи отделений петербургского ВООПиК, Алексей Кононов, а также Алексей Ковалёв и Борис Вишневский не признают новое руководство и президиум. Был подан иск в прокуратуру с требованием проверить законность действий центрального руководства ВООПИиК. Тогда же аналогичная ситуация произошла в петербургском региональном отделении ИКОМОС: в члены совета стали массово записываться сотрудники КГИОП, а также персонал работающих на госзаказах архитектурных и реставрационных компаний; параллельно был переформатирован Совет по культурному наследию при городском правительстве — вместо градозащитников в него набрали людей, которые активно участвовали в снятии ОКН с охраны.
В то же время персональному преследованию подверглись многие активисты и градозащитники. На Александра Кононова было заведено дело о дискредитации армии, против него велась информационная кампания, по характеру и почерку очень напоминающая работу «фабрики троллей», однако с некоторым отличием в списке применяемых интернет-ресурсов. Встречи представителей власти с активистами, которые несколькими годами ранее могли иметь какой-то позитивный результат, стали не просто фиктивными, а часто опасными для градозащитников. Многим активистам (среди них, например, активисты Наталия Сивохина и Красимир Врански) присылали угрозы в социальных сетях, пытались взламывать почту и аккаунты, на них стали писать доносы по статье о дискредитации российской армии, после чего несколько человек были арестованы и получили реальные тюремные сроки.
В июле 2022 года Сокуров опубликовал открытое письмо к общественности и к мэру города Беглову, в котором заявил, что администрация города и заинтересованные лица из бизнеса воспользовались сложной политической ситуацией и вторжением России на Украину, убрав из всех профильных организаций всех градозащитников. В своём обращении Сокуров назвал градозащитное движение умышленно разгромленным.

#### Следственный комитет против КГИОП
Практически параллельно событиям, сопутствущим уничтожению градозащитного движения, развивалось уголовное дело Следственного комитета против КГИОП. 1 июня 2022 года по личному распоряжению Александра Бастрыкина Следственный Комитет РФ возбудил против неустановленных сотрудников КГИОП уголовное дело по факту превышения должностных полномочий: 54 муниципальных депутата и депутат Заксобрания Петербурга Борис Вишневский направили в СК заявление о том, что в городе ежегодно вспыхивали градостроительные скандалы, когда исторические здания сносили якобы как не подлежащие закону об охране дореволюционных построек, для чего в паспортах подделывали даты возведения либо выдавали заключения о расположении исторических зданий вне границ территорий ОКН. Многие памятники архитектурного наследия исключались из реестра на основании «заказных» экспертиз, проведённых аффилированными или не имеющими необходимой квалификации авторами.

## Перспективы
Разгром градозащитного движения в его сложившейся структуре, произошедший в 2022-м году, не все активисты восприняли как поражение. Например, член объединения «Центральный район за комфортную среду обитания» Ярослав Костров полагает, что «Сокуров сделал всё, чтобы проиграть» и «слава богу, что мы от него избавились». По мнению некоторых активистов, петербургское отделение ВООПИиК, хотя среди его членов было много выдающихся градозащитников, было частью государственной инстанции с характерными бюрократией и ригидностью. Поэтому некоторые активисты восприняли полную смену состава как возможность отделиться от этого неэффективного органа и открыть новую страницу в истории градозащиты. Уже в 2022-м году несколько бывших членов петербургского ВООПИиК основали новый проект — общество «Старый Петербург». Противники КРТ отмечают, что изгнав из ВООПИиК гражданских активистов власти только подстегнули недовольство ещё большего числа горожан, которые в отсутствие своих представителей вынуждены принять более активное участие в судьбе Петербурга. Спикер Заксобрания Александр Бельский в 2022 году заявил, что при парламенте Петербурга будет создана комиссия по градозащитным проблемам, однако многие активисты восприняли эту инициативу скептически, полагая, что в неё будут приглашены только представители номенклатуры.
Подготовленный КГИОП пакет из 40 поправок в закон № 820-7 был представлен для депутатских слушаний на заседании постоянной комиссии по градостроительству, земельным и имущественным вопросам в начале февраля 2023 года. КГИОП предлагает поделить здания на «средовые» и «несредовые», то есть не соответствующие городской среде, по новой классификации 389 дореволюционных домов будут выведены из-под охраны. В числе прочего, проект предполагает снос 121 исторического здания ради строительства Большого Смоленского моста, терминала для ВСМ, а также реновации на Нарвской заставе.

## Музей градозащиты
В ноябре 2021 года в центре сохранения культурного наследия имени академика Бориса Пиотровского по адресу Захарьевская улица, 14, открылась постоянная экспозиция «История движения в защиту Петербурга».

### Комментарии
1. ↑  Например, в годы правления Александра I дома разрешалось только «белым, палевым, бледно-жёлтым, светло-серым, диким, бледно-розовым, сибиркою, но с большею примесью белой краски и жёлто-серым». Либерализация пришла только в эпоху Александра II, который расширил допустимую палитру, а с приходом в моду стиля модерн в городе появились пёстрые и яркие фасады с майоликовыми панно и витражами[16], а вообще разрешалось выбирать только из выпущенных в 1803 и 1809-1812 годах альбомов Высочайше апробированных образцов.
2. ↑  Барельеф на фасаде собственного доходного дома Александра Лишневского по современному адресу Лахтинская улица, д. 24, был сбит 26 августа 2015 года по заказу бизнесмена Василия Щедрина, который мотивировал свои действия опасностью для здоровья горожан: по его мнению, горельеф был в аварийном состоянии и мог упасть на прохожих[89][90]. Сообщается, что «по чистой случайности» в тот же день мимо дома Лишневского проходил глава Петроградского районного отделения «Единой России» Андрей Бреус, который увидел обломки горельефа и заказал машину для их вывоза, приняв за строительный мусор[91]. Журналисты связывают утрату памятника с постройкой церкви Ксении Петербургской, возведение которой поддерживал единоросс Вячеслав Макаров, бывший спикер Заксобрания Петербурга. «Казаки Санкт-Петербурга» заявили, что демон оскорблял их религиозные чувства. Уничтожение скульптуры вызвало широкий резонанс среди горожан, активисты начали сбор средств на её восстановление[92][93][94]. К осени 2022 года горельеф восстановили: сохранившиеся осколки соединили, установив правильное положение при помощи 3D-моделирования. Руководил проектом реставратор Павел Игнатьев[95]. Правая рука «Мефистофеля» почти не пострадала при падении, целым осталось и изображение лица, которое имело отдельную подложку[93]. В ноябре 2022 года горельеф был включён в постоянную экспозицию «История движения в защиту Петербурга» в Центре культурного наследия петербургского отделения ВООПИиК[96]
3. ↑  Летом 2022 года Заксобрание утвердило петербургский вариант московской «реновации жилищного фонда» — закон «О комплексном развитии территорий», согласно которому сносу подлежат любые типовые панельные дома 1957-1970 года постройки, вне зависимости от их состояния. Жильцам власти обязуются предоставить новые квартиры, но не обязательно в прежнем районе, либо компенсировать рыночную стоимость сносимого жилья, при этом срок на решение установлен в 30 дней. Резкая волна протеста горожан вынудила власти пересмотреть закон, в середине октября 2022-го Беглов постановил приостановить его до 2024 года[10].
4. ↑  Локации, где власти предлагают построить мусорные карьеры, вызвали волну возмущения горожан: среди таких мест, например, числятся Брандовка Петродворцового районе Петербурга и Дубровка Всеволжского района Ленобласти[10].
5. ↑  Бизнесмен Иванов владеет несколькими строительными фирмами, работающими на госконтрактах[134]. Одна из его компаний занимается проведением историко-культурных экспертиз[133][136]
6. ↑  Охранник, присутствовавший на мероприятии, силой вытащил Капитонову из зала заседания, впоследствии женщина зафиксировала побои в больнице[136].
7. ↑  По поручению Владимира Путина к 1 декабря 2020 года во всех субъектах страны были созданы [Диалог (организация)[